# 桂阳县人民政府
25°45′34″N 112°44′26″E / 25.759345°N 112.740606°E
桂阳县人民政府（简称桂阳县政府）是中华人民共和国湖南省郴州市桂阳县的行政管理机关。现任县长是李志强，2021年4月上任。

## 沿革
2020年9月26日，原县委书记袁卫祥涉嫌严重违纪违法接受湖南省纪委监委纪律审查和监察调查。

## 历任领导
| 姓名   | 就任日期   | 卸任日期  | 备注  |
| ------ | ---------- | --------- | ----- |
| 吴章钧 | 2000年8月  | 2001年9月 |       |
| 谢元安 | 2001年9月  | 2003年6月 |       |
| 李向阳 | 2006年5月  | 2007年3月 |       |
| 袁卫祥 | 2007年3月  | 2010年4月 | [ 1 ] |
| 黄四平 | 2015年10月 | 2018年5月 | [ 2 ] |
| 朱阳辉 | 2018年12月 | 2021年3月 | [ 3 ] |
| 李志强 | 2021年4月  |           | [ 4 ] |